# Johannes Heer
Johannes Heer de Glaris (vers 1489, Glaris – vers 1553, Glaris) est un compositeur suisse de chansons et copiste et plus tard, ministre de l'Église réformée. 
Johannes Heer a étudié les arts libéraux, puis la théologie à Paris (1508, 1510-1512). Il a rencontré Zwingli en 1511. Il est devenu chapelain à Glaris en 1518. Il a adhéré à la Réforme après 1529. Il s'est alors marié, mais a continué de participer aux messes chantées des catholiques jusqu'en 1553.
Son célèbre Liederbuch, ou chansonnier, est copié lors de ses études à Paris. Outre des œuvres de Brumel, Josquin et Senfl, il contient des pièces anonymes et des œuvres de Heer lui-même Une édition, Das Liederbuch des Johannes Heer von Glaris, a été publié en tant que partie de la série Schweizerische Musikdenkmaler à Bâle en 1967. Les enregistrements de sélections ont été faites par le Huelgas Ensemble (1977) et le Ludwig Senfl Ensemble (1991).

## Discographie
- BNF, « Aus dem Liederbuch des Johannes Heer von Glarus », sur BNF (consulté le 10 décembre 2021) : « Enregistrement sonore] : ; Ensemble Ludwig Senfl, ens. voc. et instr. ; Michel Piguet, dir. Zürich : Migros Genossenschafts Bund ; Nanterre : distrib. Média 7, 1995 »